# Dido Sotiriou

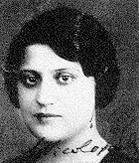
Dido Sotiriou (ohne Jahr)

Dido Sotiriou (alternative Schreibweise: Dido Sotiriu; griechisch Διδώ Σωτηρίου; türkisch Dido Sotiriyu; * 18. Februar 1909 bzw. nach anderen Quellen: * 1911 in Aydın, Osmanisches Reich; † 23. September 2004 in Athen) war eine griechische Schriftstellerin.

## Leben
Sotiriou war die Tochter einer ursprünglich wohlhabenden, polyglotten, bürgerlichen Familie, die in einem herrschaftlichen Haus in Smyrna (heute: İzmir) bzw. in Aydın lebte. Ihre Kindheit, so sagte Sotiriou, sei ihr wie ein „endloses Märchen“ vorgekommen. Sie hatte zwei ältere und zwei jüngere Geschwister. Als der Vater, ein Unternehmer, bankrottging und die Familie verarmte, wurde Dido im Alter von zirka acht Jahren zu ihrem wohlhabenden Onkel und dessen Frau nach Athen geschickt, die sie in weiterer Folge aufzogen. Sotiriou bezeichnete später diese Trennung von ihrer Familie als „mein erstes Flüchtlingsdasein“.
Beim Bevölkerungsaustausch zwischen Griechenland und der Türkei nach dem Griechisch-Türkischen Krieg 1922 musste auch Sotirious Familie Smyrna verlassen und landete im Hafen von Piräus, wo der Vater in den Docks und auf Schiffen als Schreiber arbeitete.
In Athen wurde sie im Haus ihrer Tante im wohlhabenden, bürgerlichen Milieu großgezogen. Sie entwickelte jedoch, wie sie selbst erzählte, ein starkes Gefühl für soziale Ungerechtigkeit, insbesondere durch den Kontrast zwischen ihrer eigenen privilegierten Lebenssituation und den bescheidenen Verhältnissen, in denen ihre Eltern bzw. ihre Geschwister leben mussten. Sie meldete sich bei der Gewerkschaft und kam so zur linken Bewegung. 1933 schloss sie sich der Antifaschistischen Front an. 1935 begann sie ihre Laufbahn als Journalistin. Sie kämpfte gegen die Diktatur Ioannis Metaxas und arbeitete später, in der Zeit der deutschen Besatzung, für eine antifaschistische Zeitung.
Sotiriou erklärte 1989 in einem Interview, dass sie seit dem Beginn ihres politischen Engagements 1932 immer „am linken Flügel“ gestanden sei. Sie sei stolz darauf, auf ihr Vermögen verzichtet und das Erbe ihrer Tante ausgeschlagen zu haben, mit dem Ziel, frei zu sein und tun zu können, was sie wolle.
Bei Reisen nach Paris lernte sie Schriftsteller wie André Malraux, André Gide und Louis Aragon kennen. In den 1950er-Jahren begann sie selbst literarisch zu schreiben, „um die Wahrheit zu sagen“.
1959 erschien ihr erster Roman, 1962 dann „Blutige Erde“ („Ματωμένα χώματα“; Titel der deutschen Ausgabe: „Grüß mir die Erde, die uns beide geboren hat“), ihr wohl größter Erfolg. Das Buch handelt vom Trauma der Vertreibung der Griechen aus Kleinasien. Im Vorwort erwähnt Sotiriou, dass sie den Roman auf der Grundlage von Aufzeichnungen eines kleinasiatischen Bauern namens Manolis Axiotis schrieb, der die Ereignisse als Augenzeuge erlebt hatte. Aus seinem Blickwinkel ist das Buch in der Ich-Form verfasst. Es fand auch in der Türkei großen Anklang, wohl weil es, wie die Autorin meinte, darin „keine guten Griechen und keine bösen Türken gibt, nur Menschen, die Opfer werden und dafür teuer bezahlen“.
Die Zeit des Bürgerkrieges und der Geheimdienstintrigen gegen die griechische Demokratie verarbeitete sie im 1976 erschienenen Roman „Gebot“ („Εντολή“). Geschildert wird darin das Schicksal des 1952 hingerichteten kommunistischen Widerstandskämpfers Nikos Belogiannis, der mit Sotirious Schwester, Elli Pappa, verheiratet war.
Sotiriou war Chefredakteurin einer Frauenzeitschrift und außenpolitische Kommentatorin diverser Zeitungen. Als Romanautorin erhielt sie viele Preise. Sie starb im Alter von über 90 Jahren an Lungenentzündung.
Nach ihr benannt ist der Dido Sotiriou-Preis.

## Werke
- Grüß mir die Erde, die uns beide geboren hat. Romiosini Verlag, Köln 1994 (2. Auflage), ISBN 3-923728-13-1. Im Verlag Edition Romiosini Neuauflage 2016 E-Book und EPUB unter dem Titel Lebewohl, Anatolien. ISBN 978-3-946142-11-9.
- Das Gebot. Romiosini Verlag, Köln 1992, ISBN 3-923728-61-1. Im Verlag Edition Romiosini 2018 Neuauflage E-Book und EPUB unter dem Titel Der Auftrag. ISBN 978-3-946142-49-2.